# Klaus Perwas
Klaus Peter Perwas (* 8. März 1971 in Osnabrück) ist ein ehemaliger deutscher Basketballspieler. Er bestritt als Aufbauspieler zwölf Spiele für die deutsche Basketballnationalmannschaft. Nachdem er seine sportliche Karriere infolge einer hartnäckigen Knieverletzung beendet hatte, wurde er als Trainer tätig.

## Spieler
Klaus Perwas begann bereits in seiner Kindheit beim TV Bissendorf-Holte und später beim BC Giants Osnabrück, Basketball zu spielen. Er betrieb als Jugendlicher ebenfalls Tennis und Fußball. Gefördert wurde er vor allem durch seinen basketballbegeisterten Vater Peter Perwas, ein Osnabrücker Kaufmann und ehemaliger Fußballspieler, der die Osnabrücker Giants als Mäzen und Manager aus der Bezirksklasse im Jahr 1983 in die 1. Basketball-Bundesliga geführt hatte.
Klaus Perwas gehörte zu Kadern der Jugend-Nationalmannschaften des DBB. Seine Stationen als Bundesligaspieler waren die BG Bramsche-Osnabrück und der SSV Ratiopharm Ulm, bevor er bei den Telekom Baskets Bonn seine erfolgreichste Zeit hatte. Als Nationalspieler wechselte Perwas zu den Bonnern in die 2. Basketball-Bundesliga und unter Trainer Bruno Socé führte der Aufbauspieler als Mannschaftskapitän in der Saison 1995/96 bei nur einer Niederlage in der Aufstiegsrunde in die höchste deutsche Spielklasse. Als Aufsteiger gelang den Telekom Baskets auf Anhieb die Vizemeisterschaft 1997. In der nächsten Saison schloss er mit Bonn die Hauptrunde als Tabellenzweiter ab, allerdings verletzte sich Perwas am Knie, wovon er sich nie mehr vollständig erholte und was noch Jahre später Auswirkungen auf seinen Alltag hatte. Seine Tätigkeit in Bonn ging daraufhin in den Trainerbereich über, obwohl er diesen Beruf nicht angestrebt hatte.
In der Nationalmannschaft debütierte Perwas am 5. November 1994 in einem Länderspiel gegen Litauen. Obwohl er kurz darauf gegen Griechenland mit 17 Punkten seine beste Leistung ablieferte, gelang ihm nur der Sprung in den erweiterten Kreis der Nationalspieler. Insgesamt erzielte er in zwölf Länderspielen 37 Punkte. Sein letztes Länderspiel war am 28. Februar 1998 gegen die Slowakei.

## Trainer
Zur Saison 2000/01 übernahm Perwas das Amt des Co-Trainers bei den Telekom Baskets. Zur Saison 2002/03 wechselte er – ebenfalls als Co-Trainer – zum Lokalrivalen SOBA Dragons Rhöndorf in die zweite Liga. Dort wurde er nach drei Jahren als Assistent von Berthold Bisselik 2005 dessen Nachfolger. Dieses Engagement wurde nach einem Jahr beendet. Anschließend arbeitete Perwas in einem Golfgeschäft.
2008 kehrte er in den Basketballsport zurück. Perwas wurde Co-Trainer beim Bundesligisten Deutsche Bank Skyliners, zunächst als Assistent von Cheftrainer Murat Didin. Dort wurde er als Co-Trainer unter anderem für das Individualtraining und die perspektivische Entwicklung der Nachwuchsspieler zuständig. Auch unter Didins Nachfolger Gordon Herbert und unter Muli Katzurin blieb Perwas Co-Trainer der Frankfurter. Anfang März 2012 verlängerte er seinen Vertrag frühzeitig bis zum Ende der Saison 2013/14. 2016 gewann er mit Frankfurt den europäischen Wettbewerb FIBA Europe Cup. Zwischen August und November 2016 war Perwas hauptverantwortlich für die Frankfurter Mannschaft zuständig, da Gordon Herbert aufgrund eines Eingriffs am Rücken fehlte. Im November 2021 wurde Perwas zusätzlich Co-Trainer der deutschen Nationalmannschaft unter Bundestrainer Gordon Herbert. Mitte März 2022 übernahm Perwas in Frankfurt nach der Entlassung von Cheftrainer Diego Ocampo zunächst dessen Amt. Hiernach war er wieder als Assistenztrainer beschäftigt, als Geert Hammink neuer Frankfurter Trainer wurde. Perwas war als Assistenztrainer der deutschen Nationalmannschaft am Gewinn der Bronzemedaille bei der Europameisterschaft 2022 beteiligt.
Von Hammink trennte sich Frankfurt Mitte März 2023, Perwas rückte wieder in die Hauptverantwortung und erhielt das Cheftraineramt. Perwas gelang es nicht, den Bundesliga-Abstieg abzuwenden. Im Sommer 2023 kehrte er ins Amt des Assistenztrainers zurück und gab die Aufgabe als Frankfurter Cheftrainer an Denis Wucherer ab. Bei der WM 2023 trug Perwas als Co-Trainer der deutschen Nationalmannschaft zum Gewinn des Weltmeistertitels bei. 2024 erreichte er als Assistenztrainer mit der Frankfurter Mannschaft den Bundesliga-Wiederaufstieg. Perwas nahm als Co-Trainer von Herbert an den Olympischen Sommerspielen 2024 teil, bei denen er mit der deutschen Mannschaft Vierter wurde. Im März 2025 wurde er in Frankfurt abermals Übergangscheftrainer, nachdem Wucherer die abstiegsbedrohte Mannschaft hatte verlassen müssen. Ende April 2025 erhielt Perwas einen unbefristeten Vertrag als Frankfurter Cheftrainer. Sein Amt als Assistenztrainer der deutschen Nationalmannschaft gab er gleichzeitig ab.